# Dom Feliciano
Pour les articles homonymes, voir Feliciano.
Dom Feliciano est une ville brésilienne de la mésorégion métropolitaine de Porto Alegre, capitale de l'État du Rio Grande do Sul, faisant partie de la microrégion de Camaquã et située à 170 km au sud-ouest de Porto Alegre. Elle se situe à une latitude de 30° 42′ 16″ sud et à une longitude de 51° 06′ 31″ ouest, à 154 m d'altitude. Sa population était estimée à 14 504 en 2007, pour une superficie de 1 260 km2. L'accès s'y fait par les BR-116 et RS-350.
L'origine du nom est un hommage rendu au premier évêque du Rio Grande do Sul, Dom Feliciano José Rodrigues Prates.
La Colonie de São Feliciano — premier nom du lieu — fut fondée en 1857 par des immigrants français qui cherchaient des terres pour planter de la vigne. Ensuite, en 1890, des colons polonais s'installèrent dans le lieu qui est aujourd'hui le centre-ville.

## Villes voisines
- Pantano Grande
- Butiá
- São Jerônimo
- Camaquã
- Chuvisca
- Amaral Ferrador
- Encruzilhada do Sul